# Foltermuseum San Marino

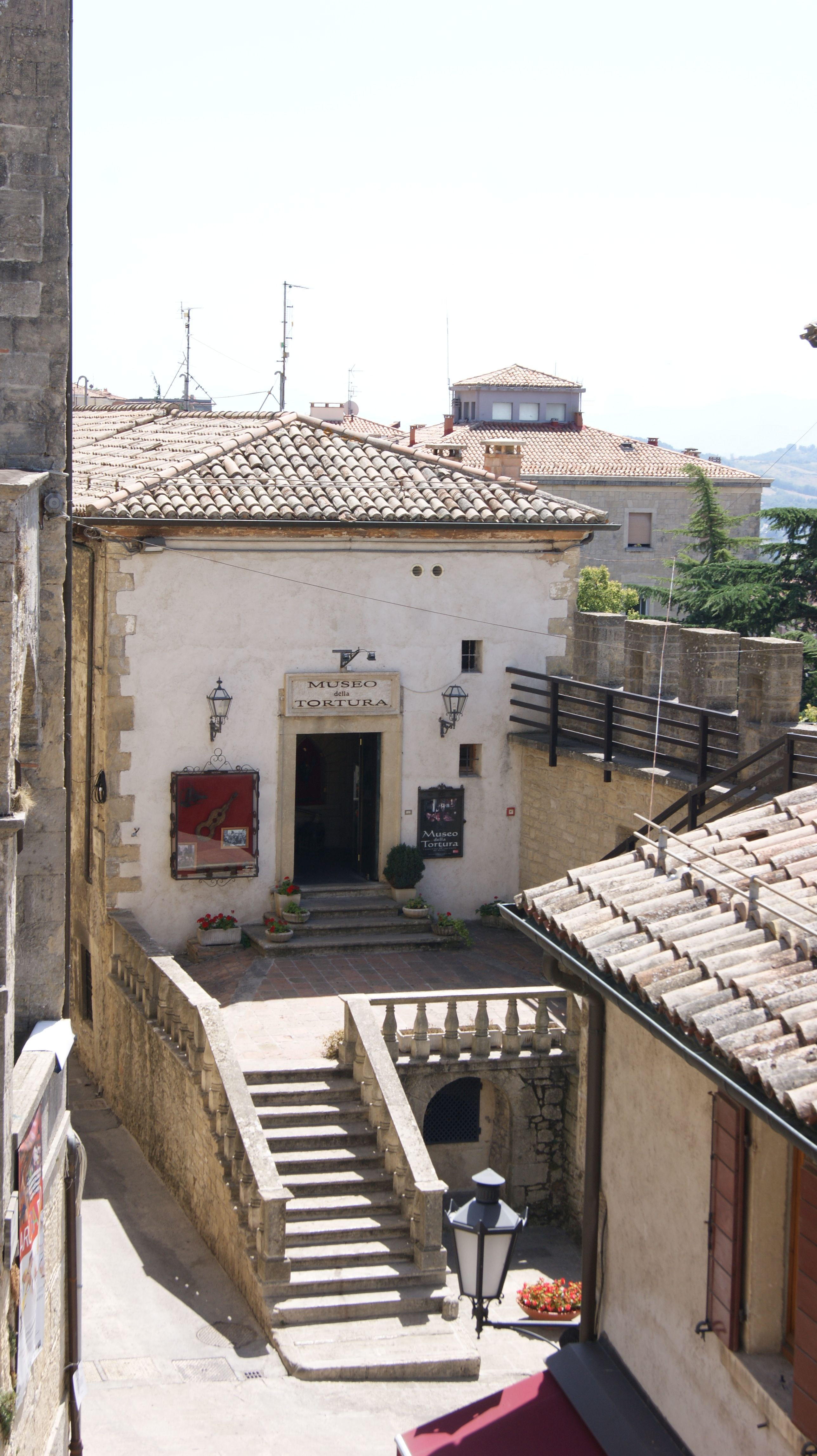
Gebäude und Eingang zum Museum

Das Foltermuseum San Marino (ital.: Museo della Tortura) ist ein Museum in San Marino. Es behandelt einen Teil der Geschichte des europäischen Rechtswesens mit dem Schwerpunkt auf Foltermethoden des Mittelalters bis zur frühen Neuzeit.

## Ausstellung
Die ständige Ausstellung mit den Ausstellungsstücken ist auf zwei Stockwerke verteilt. Es sind etwa 100 originalgetreue Exponate ab dem 16. Jahrhundert zu sehen. Dazu gehören etwa die Eiserne Jungfrau, Garrotte, Schandmasken, Keuschheitsgürtel. Die einzelnen Geräte werden teilweise an lebensgroßen Puppen dargestellt oder deren Funktion auf Bildern mit Personen erklärt.